# Mariana Preda
Mariana Preda (n. 23 ianuarie 1994, Dragodana, Dâmbovița, România) este o muziciană de origine română, actriță și regizor de film. A intrat în prim-plan după ce a jucat în filmul de scurt metraj multiplu premiat Doina , regizat de Nikolas Grasso. În calitate de muzician, ea este cunoscută pentru albumul său Sunrise, publicat de label-ul MAP din Italia în 2013 și pentru că a avut numeroase concerte în întreaga lume.

## Tinerețe
Mariana Preda s-a născut în 1994 și a crescut în Dragodana, România. A studiat muzica la Liceul "Balasa Doamna" din Târgoviște, iar în 2013 s-a mutat la Amsterdam pentru a-și continua studiile în muzica clasică și contemporană la Conservatorium van Amsterdam. Printre profesorii săi s-au enumerat Gheorghe Zamfir, Damian Drăghici și Matthijs Koene.

## Carieră

### 2010-2011
În 2010, Mariana a jucat rolul principal într-un scurtmetraj numit Doina, regizat de regizorul italian Nikolas Grasso. A jucat de-a lungul timpului  împreună cu actrițe românești renumite precum Maria Dinulescu și Carmen Ungureanu. Pentru spectacolul ei a primit două premii: Cea mai bună actriță la Festivalul Internațional de Film de la Monaco în 2010 și cea mai bună actriță la Festival du Cinema de Paris în 2011.

### 2014
În anul 2014 Mariana și-a regizat primul scurt metraj cu titlul "Viața". Short a câștigat premiul Independent Spirit la Festivalul Internațional de Film de la Monaco în decembrie 2014. Scurt metrajul a fost, de asemenea, prezentat la New York in cadrul festivalului Long Island International Film Expo.

### 2015
În 23 martie 2015, a participat la un spectacol intitulat "Clipe de Viata" la Teatrul Național București, alături de faimoși actori și interpreți români precum Maria Dinulescu, Ion Caramitru, Felicia Filip, Maia Morgenstern și mulți alții. Mariana a participat la prima ediție a Festivalului Untold, cel mai mare festival de muzică electronică din România, care a avut loc la Cluj-Napoca. În timpul verii a interpretat de două ori la Expo din Milano. În noiembrie, compozitorul olandez Merlijn Twaalfhoven a ales-o pe Mariana ca ambasador pentru România pentru piesa de deschidere efectuată la Festivalul de Lumină din Amsterdam.

### 2016
La data de 7 ianuarie 2016, la Gala LSRS care a avut loc la Palatul Parlamentului, Mariana a primit o recunoaștere specială pentru că a fost unul dintre cei mai buni studenți români din străinătate în domeniul artelor. La 18 martie, Ambasadorul României în Belgia a găzduit, la reședința sa, o seară literară care sărbătorește Ziua Internațională a Francofoniei. Evenimentul literar, moderat de Jacques De Decker, a beneficiat de intermezzosul muzical al lui Mariana Preda. Pe 1 aprilie, Mariana a cântat în Londra la St. Martin in The Fields împreună cu organistul Donald MacKenzie. Acesta a fost primul concert de flancuri organizat la acest loc.
La 15 mai, Mariana Preda a participat la "Ziua României pe Broadway" din New York. Această ocazie a reunit cei aproape 200.000 de româno-americani care trăiesc în New York City. La 28 mai, Mariana a deschis concertul renumitului muzician român Tudor Gheorghe la Catedrala Sf. Martin din Utrecht.
Pe 6 iulie, Mariana a avut primul concert de flaut în Havana, la Biserica San Francisco de Paula, eveniment organizat de Ambasada României și Ambasadorul României, Dumitru Preda.
La 7 august, Mariana a fost la a doua ediție a Festivalului Untold.
La 2 decembrie, Mariana Preda a fost invitată să interpreteze în sala Preston Bradley a Centrului Cultural Chicago împreună cu Nicolae Feraru, pianistul Gerard Cademcian și cântăreața Laura Bretan pentru Ziua Națională a României organizată de consulatul român și H.E. Consulul Mihaela Deaconu.

## Legatură externă
- Mariana Preda - Like a Rain (Official Video) (HALIDONMUSIC)